# نظم التصنيف الغذائية
نظم التصنيف الغذائية تستخدم لإيصال القيمة الغذائية للأغذية بطريقة أكثر بساطة مع تصنيف وملصقات من حقائق غذائية. قد يستهدف النظام جمهورًا محددًا. تم تطوير أنظمة التصنيف من قبل الحكومات والمنظمات غير الربحية والمؤسسات الخاصة والشركات. تتضمن الطرق الشائعة أنظمة النقاط لتصنيف الأطعمة استنادًا إلى القيمة الغذائية العامة أو التصنيفات لسمات غذائية معينة، مثل محتوى الكوليسترول. يمكن استخدام الرسومات والرموز لإيصال القيم الغذائية للجمهور المستهدف.

## أنواعها
- مؤشر نسبة السكر في الدم: هو تصنيف لمدى سرعة استقلاب الطعام إلى الجلوكوز عند هضمه. يقارن الكربوهيدرات المتاحة جرامًا مقابل جرام في الأطعمة لتوفير مؤشر رقمي عددي قائم على مستوى السكر في الدم بعد الوجبة. اخترع هذا المفهوم  David J. Jenkins وزملاؤه  في عام 1981 في جامعة تورنتو.
- النجوم التوجيهية: هو نظام تصنيف غذائي حاصل على براءة اختراع، يقوم بتصنيف الطعام على أساس كثافة المغذيات باستخدام خوارزمية علمية. يتم إضافة الأطعمة مع الفيتامينات والمعادن والألياف الغذائية والحبوب الكاملة والأحماض الدهنية أوميغا-3، لكنها تفتقر للدهون المشبعة والدهون المتحولة والصوديوم المضاف والسكر.
- يتم وضع علامة على الأطعمة المصنفة، بنجمة أو نجمتين أو ثلاث نجوم ذي الثلاث نجوم هي الأفضل تصنيف. بدأ هذا البرنامج في محلات هانافورد الكبرى في عام 2006، ويوجد في أكثر من 1900 سوبر ماركت في كندا والولايات المتحدة. وقد توسعت لاحقا في المدارس العامة والكليات والمستشفيات. وهي تستند على أدلة وتوجيهات غذائية وتوصيات المنظمات التنظيمية والصحية، بما في ذلك إدارة الغذاء والدواء الأمريكية ووزارة الزراعة ومنظمة الصحة العالمية.
- نقاط التغذية: هو نظام لتصنيف الطعام، يضع الأطعمة على مقياس رقمي بناءً على قيمتها الغذائية الإجمالية. تعتمد الطريقة على تحليل 26 عاملًا إيجابيًا (مثل الفيتامينات والمعادن والبروتين والألياف) والعوامل السلبية (مثل الكوليسترول والدهون المشبعة والسكر والصوديوم) نسبةً إلى السعرات الحرارية. وتكون «نقاط التغذية» هي النتيجة النهائية. كلما زادت القيمة، زادت التغذية لكل سعرة حرارية (كثيفة المغذيات) وتكون أقل بالعوامل السلبية.
- التغذية iQ : برنامج «التغذية iQ» هو مشروع مشترك بين عيادة جوسلين Joslin والسوبر ماركت SuperValu. يتكون هذا البرنامج من علامات مُرمّزة بالألوان تُظهر حالة المنتج الغذائي. ويستند هذا على سمات مثل محتوى الفيتامينات والمعادن، ومحتوى الألياف، ومحتوى العصير 100٪، ومحتوى أوميغا 3 أو انخفاض الدهون المشبعة، ومحتوى الحبوب الكاملة، ومحتوى الكالسيوم، ومحتوى البروتين، ومدى انخفاض الصوديوم وانخفاض السعرات الحرارية. بدأت المرحلة الأولى من البرنامج في عام 2009، وتشمل المنتجات الغذائية في المتاجر المركزية.
- نظام نقاط الغذاء: قام مراقبو الوزن بتطوير نظام نقاط الغذاء للاستخدام بخطته المرنة. الهدف الأساسي منه هو الحفاظ على وزن صحي وتتبع فقدان الوزن أو الزيادة مع مرور الوقت. وهو مصمم للسماح للمستخدمين بتناول أي طعام، وتتبع عدد النقاط لكل طعام مستهلك. ويحاول الأشخاص أن يحافظوا على هدفهم في النقاط لفترة معينة ضمن نطاق معين، وهو أمر شخصي على أساس طول الشخص ووزنه وعوامل أخرى (نوع الجنس مثلا). ويُحدد بدل نقاط أسبوعية لحالات الإفراط في الاستهلاك مثال ذلك الأفراح والمناسبات.
- نقاط ReViVer  : وهو مطعم متخصص بـ التغذية في مدينة نيويورك، يعبر النظام عن كثافة العناصر الغذائية لمحتويات القائمة، نسبةً إلى السعرات الحرارية من مجموعة متنوعة من مطاعم الوجبات السريعة، وهي قائمة على أساس عشرة مغذيات: الفيتامينات A و C و E وحمض الفوليك والكالسيوم والمغنيسيوم والبوتاسيوم والحديد والألياف ودهون أوميغا 3. وتشير درجة 100 إلى أن الوجبة توفر ما لا يقل عن 100٪ من الاحتياجات اليومية الموصي بها لجميع العناصر الغذائية العشرة، بما يتناسب مع محتواها من الطاقة (السعرات الحرارية).